# Trissernis pallida
Trissernis pallida är en fjärilsart som beskrevs av Holloway 1977. Trissernis pallida ingår i släktet Trissernis och familjen nattflyn. Inga underarter finns listade i Catalogue of Life.